# العلاقات الزامبية الليبية
العلاقات الزامبية الليبية هي العلاقات الثنائية التي تجمع بين زامبيا وليبيا.

## مقارنة بين البلدين
هذه مقارنة عامة ومرجعية للدولتين:
| وجه المقارنة                                              | زامبيا                         | ليبيا                                       |
| --------------------------------------------------------- | ------------------------------ | ------------------------------------------- |
| المساحة (كم2)                                             | 752.62 ألف                     | 1.76 مليون                                  |
| عدد السكان (نسمة)                                         | 17.09 مليون                    | 6.37 مليون                                  |
| الكثافة السكانية (ن./كم²)                                 | 22.71                          | 3.62                                        |
| العاصمة                                                   | لوساكا                         | طرابلس                                      |
| اللغة الرسمية                                             | لغة إنجليزية                   | اللغة العربية، اللغة العربية الفصحى الحديثة |
| العملة                                                    | كواشا زامبي، كواشا زامبي قديم ‏ | دينار ليبي                                  |
| الناتج المحلي الإجمالي (بليون دولار)                      | 25.81 مليار                    | 50.98 مليار                                 |
| الناتج المحلي الإجمالي (تعادل القوة الشرائية) بليون دولار | 62.18 مليار                    | 69.32 مليار                                 |
| الناتج المحلي الإجمالي الاسمي للفرد دولار أمريكي          | 1.30 ألف                       |                                             |
| الناتج المحلي الإجمالي للفرد دولار أمريكي                 | 3.90 ألف                       | 15.60 ألف                                   |
| مؤشر التنمية البشرية                                      | 0.586                          | 0.724                                       |
| رمز المكالمات الدولي                                      | +260                           | +218                                        |
| رمز الإنترنت                                              | .zm                            | .ly                                         |
| المنطقة الزمنية                                           | ت ع م+02:00                    | ت ع م+02:00، توقيت شرق أوروبا               |

## منظمات دولية مشتركة
يشترك البلدان في عضوية مجموعة من المنظمات الدولية، منها:
| علم المنظمة | اسم المنظمة                        | تاريخ انضمام زامبيا | تاريخ انضمام ليبيا |
| ----------- | ---------------------------------- | ------------------- | ------------------ |
|             | الاتحاد البريدي العالمي            | ?                   | ?                  |
|             | يونسكو                             | 9 نوفمبر 1964       | 27 يونيو 1953      |
|             | البنك الدولي للإنشاء والتعمير      | 23 سبتمبر 1965      | 17 سبتمبر 1958     |
|             | وكالة ضمان الاستثمار متعدد الأطراف | 6 يونيو 1988        | 5 أبريل 1993       |
|             | البنك الإفريقي للتنمية             | ?                   | ?                  |
|             | الاتحاد الدولي للاتصالات           | 23 أغسطس 1965       | 3 فبراير 1953      |
|             | منظمة الشرطة الجنائية الدولية      | ?                   | ?                  |
|             | مؤسسة التمويل الدولية              | 23 سبتمبر 1965      | 18 سبتمبر 1958     |
|             | الأمم المتحدة                      | 1 ديسمبر 1964       | 14 ديسمبر 1955     |
|             | الاتحاد الأفريقي                   | ?                   | ?                  |
|             | مؤسسة التنمية الدولية              | 23 سبتمبر 1965      | 1 أغسطس 1961       |
|             | منظمة حظر الأسلحة الكيميائية       | ?                   | ?                  |

## وصلات خارجية
- موقع وزارة الخارجية الليبية